# Anne Shirley
Ne doit pas être confondu avec Anne Shirley (héroïne de roman).
Pour les articles homonymes, voir Shirley.
Anne Shirley, née Dawn Evelyeen Paris le 17 avril 1918 à New York, et morte le 4 juillet 1993 à Los Angeles, est une actrice américaine.

## Biographie
Anne Shirley a commencé sa carrière sous le pseudonyme de Dawn O'Day mais après le tournage d'Anne of Green Gables (1934) elle a pris le nom du personnage principal Anne Shirley.
Anne Shirley fait des essais pour le rôle de Melanie Hamilton dans Autant en emporte le vent en 1939, qui se révèlent peu concluants. Elle fut mariée à John Payne avec qui elle eut une fille Julie.

## Filmographie partielle

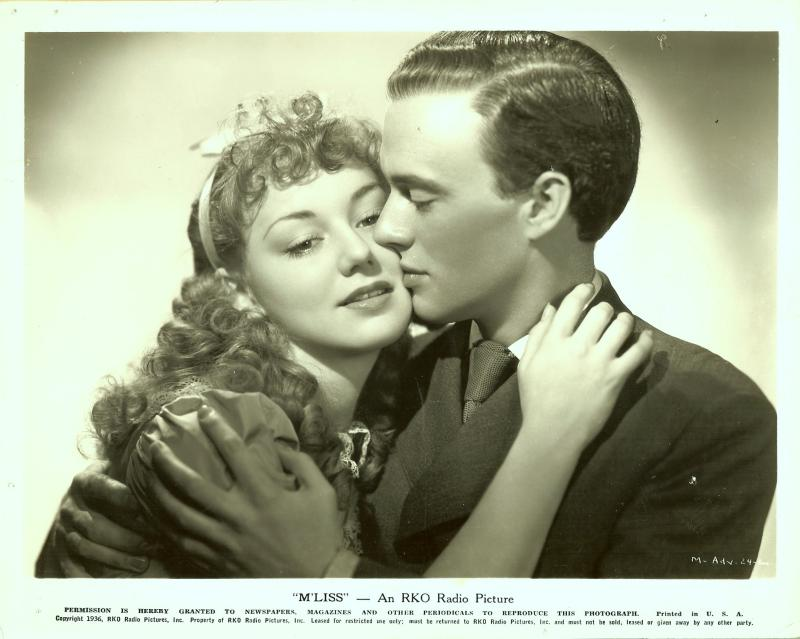
Avec John Beal (1936)

- 1922 : The Hidden Woman d'Allan Dwan
- 1923 : La Danseuse espagnole (The Spanish Dancer) de Herbert Brenon
- 1925 : Tom le vengeur (Riders of the Purple Sage) de Lynn Reynolds
- 1928 : Grande Vedette (Mother Knows Best) de John G. Blystone
- 1928 : Les Fautes d'un père (Sins of the Fathers) de Ludwig Berger
- 1928 : Les Quatre Diables (4 Devils) de
- 1930 : L'Intruse (City Girl), de Friedrich Wilhelm Murnau
- 1930 : Liliom de Frank Borzage
- 1931 : Gun Smoke d'Edward Sloman
- 1931 : La Folie des hommes (Rich Man's Folly) de John Cromwell
- 1932 : Mes petits (Emma) de Clarence Brown
- 1932 : Mon grand (So Big !) de William A. Wellman
- 1932 : Une allumette pour trois (Three on a Match) de Mervyn LeRoy
- 1932 : Raspoutine et l'Impératrice (Rasputin and the Empress) de Richard Boleslawski
- 1932 : Jeune Amérique (Young America) de Frank Borzage
- 1934 : Filles d'Amérique (Finishing School) de George Nichols Jr. et Wanda Tuchock
- 1934 : The Key de Michael Curtiz
- 1934 : Miss Carrott (Anne of Green Gables) de George Nichols Jr.
- 1935 : Aventure d'une évadée (School for Girls) de William Nigh
- 1935 : Chasing Yesterday de George Nichols Jr.
- 1935 : Steamboat Round the Bend de John Ford
- 1936 : M'Liss de George Nichols Jr.
- 1936 : Le Bonheur de vivre (Make Way for a Lady) de David Burton
- 1936 : Chatterbox, de George Nichols Jr.
- 1937 : Too Many Wives de Ben Holmes
- 1937 : Nouilles au bluff (Meet the Missus) de Joseph Santley
- 1937 : Stella Dallas de King Vidor
- 1938 : Pensionnat de jeunes filles (Girls' School) de John Brahm
- 1938 : Derrière les grands murs (Condemned Women) de Lew Landers
- 1938 : La Loi des bas-fonds (Law of the Underworld) de Lew Landers
- 1938 : Bonheur en location (Mother Carey's Chickens) de Rowland V. Lee
- 1939 : Boy Slaves de P. J. Wolfson
- 1939 : Sorority House de John Farrow
- 1939 : Career de Leigh Jason
- 1940 : L'Angoisse d'une nuit (Vigil in the Night), de George Stevens
- 1940 : Saturday's Children de Vincent Sherman
- 1940 : Anne of Windy Poplars de Jack Hively
- 1941 : Oncle malgré lui (Unexpected Uncle) de Peter Godfrey
- 1941 : Tous les biens de la terre (All That Money Can Buy / The Devil and Daniel Webster) de William Dieterle
- 1941 : West Point Widow de Robert Siodmak
- 1942 : Four Jacks and a Jill de Jack Hively
- 1942 : Au coin de la Quarante-Quatrième rue (The Mayor of 44th Street) d'Alfred E. Green
- 1943 : Lady Bodyguard de William Clemens
- 1943 : The Powers Girl de Norman Z. McLeod
- 1943 : L'Exubérante Smoky (Government Girl) de Dudley Nichols
- 1943 : Bombardier de Richard Wallace
- 1944 : Man from Frisco de Robert Florey
- 1944 : Adieu, ma belle (Murder, My Sweet) de Edward Dmytryk
- 1944 : Sérénade américaine (Music in Manhattan) de John H. Auer